# Manami Nakanoová
Manami Nakanoová (japonsky 中野 真奈美, * 30. srpna 1986 Hokkaidó) je japonská fotbalistka.

## Reprezentační kariéra
Za japonskou reprezentaci v letech 2010 až 2013 odehrála 12 reprezentačních utkání. Byla členkou japonské reprezentace i na Mistrovství Asie ve fotbale žen 2010.

## Statistiky
| Japonsko | Japonsko | Japonsko |
| Roky     | Záp.     | Góly     |
| -------- | -------- | -------- |
| 2010     | 10       | 2        |
| 2011     | 0        | 0        |
| 2012     | 1        | 0        |
| 2013     | 1        | 0        |
| Celkem   | 12       | 2        |

## Úspěchy

### Reprezentační
- Mistrovství Asie:  2010